# Norwegian Air Shuttles flotta
Norwegian har på de flesta av sina norska flygplan en kändis målad på stjärtfenan. Under de tidiga åren av detta koncept var det endast Norska kändisar men numera finns även  svenska, finska och danska kändisar målade på stjärtfenorna på några av bolagets flygplan. Den 14 oktober 2009 togs Norwegians sista MD-80-flygplan, en kvarleva från uppköpet av FlyNordic,  ur trafik, därmed flyger nu bolaget endast med Boeing 737-800, max-8 samt 787. 

## Historia
Norwegian började sin trafik med tre Fokker 50 den 1 februari 1993. Flygplanen hade registreringarna LN-BBA, LN-BBB och LN-BBC som tidigare trafikerat för Wideroe, Busy Bee of Norway och KLM Cityhopper. Den 11 september 1998 fick bolaget en ytterligare Fokker 50 som denna gång kom från Rio Sul med registreringen LN-KKD. Den 30 oktober 1998 fick bolaget ytterligare en Fokker 50 från Rio Sul med registreringen LN-KKE. 21 augusti fick man en Fokker 50 från KLM med registreringen PH-KXM. Detta flygplan återlämnades till KLM sex månader senare. Bolagets första Boeing 737-300 levererades 28 augusti 2002 från Varig och hade registreringen LN-KKJ. Från 1 september 2002 till 1 juli 2003 leasade Norwegian en Boeing 737-500 från IFCE med registreringen LN-BRU. Under 2004 byttes alla Fokker 50 ut och flygplanen togs över av Mid Airlines och Swe Fly. Under 2007 lade Norwegian en order på nya Boeing 737-800NG som skulle levereras från 2008. Bolagets första Boeing 737-800 togs emot den 25 januari 2008 med registreringen LN-NOB. De 14 oktober 2009 togs Norwegians sista MD-80 flygplan ur trafik, därmed flyger nu bolaget endast med Boeing 737. De har också beställt 100 Boeing 737 MAX8, 100 Airbus A320neo och 22 Boeing 737-800

## Flotta
Så här såg Norwegians Air shuttle flotta ut i november 2017. Notera Norwegian består av 4 olika bolag därvid infinner sig bland annat 737 max8 samt 787-8 inte i NAS.

## Lista över flygplan
| Registrering | Målning                 | Typ                    |
| ------------ | ----------------------- | ---------------------- |
| LN-DYA       | Erik Bye                | Boeing 737-8JP Winglet |
| LN-DYB       | Bjørnstjerne Bjørnson   | Boeing 737-8JP Winglet |
| LN-DYC       | Max Manus               | Boeing 737-8JP Winglet |
| LN-DYD       | H.C Andersen            | Boeing 737-8JP Winglet |
| LN-DYE       | Ludvig Holberg          | Boeing 737-8JP Winglet |
| LN-DYF       | Fridtjof Nansen         | Boeing 737-8JP Winglet |
| LN-DYG       | Jenny Lind              | Boeing 737-8JP Winglet |
| LN-DYH       | Søren Kierkegaard       | Boeing 737-8JP Winglet |
| LN-DYI       | Aasmund Olavsson Vinje  | Boeing 737-8JP Winglet |
| LN-DYJ       | Georg Brandes           | Boeing 737-8JP Winglet |
| LN-DYK       | Carl Larsson            | Boeing 737-8JP Winglet |
| LN-DYL       | Amalie Skram            | Boeing 737-8JP Winglet |
| LN-DYM       | Andre Bjerke            | Boeing 737-8JP Winglet |
| LN-DYN       | Karen Blixen            | Boeing 737-8JP Winglet |
| LN-DYO       | Otto Sverdrup           | Boeing 737-8JP Winglet |
| LN-DYP       | Aksel Sandemose         | Boeing 737-8JP Winglet |
| LN-DYQ       | Helge Ingstad           | Boeing 737-8JP Winglet |
| LN-DYR       | Peter C. Asbjörnsen     | Boeing 737-8JP Winglet |
| LN-DYS       | Niels Henrik Abel       | Boeing 737-8JP Winglet |
| LN-DYT       | Kirsten Flagstad        | Boeing 737-8JP Winglet |
| LN-DYU       | Jörn Utzon              | Boeing 737-8JP Winglet |
| LN-DYV       | Elsa Beskow             | Boeing 737-8JP Winglet |
| LN-DYW       | Thorbjørn Egner         | Boeing 737-8JP Winglet |
| LN-DYX       | Kjell Aukrust           | Boeing 737-8JP Winglet |
| LN-DYY       | Vilhelms Bjerknes       | Boeing 737-8JP Winglet |
| LN-DYZ       | Arild Edvardsen         | Boeing 737-8JP Winglet |
| LN-NGA       | Ludvig Walentin Karlsen | Boeing 737-8JP Winglet |
| LN-NGB       | Geirr Tveitt            | Boeing 737-8JP Winglet |
| LN-NGC       | Jens Glad Balchen       | Boeing 737-8JP Winglet |
| LN-NGD       | Ivo Caprino             | Boeing 737-8JP Winglet |
| LN-NGE       | Unicef                  | Boeing 737-8JP Winglet |
| LN-NGF       | Hans Christian Ørsted   | Boeing 737-8JP Winglet |
| LN-NGG       | Gunnar Sønsteby         | Boeing 737-8JP Winglet |
| LN-NGH       | Anders Zorn             | Boeing 737-8JP Winglet |
| LN-NGI       | Wenche Foss             | Boeing 737-8JP Winglet |
| LN-NGJ       | John Bauer              | Boeing 737-8JP Winglet |
| LN-NIA       | Johan Ludvig Runeberg   | Boeing 737-8JP Winglet |
| LN-NIB       | Helmer Hanssen          | Boeing 737-8JP Winglet |
| LN-NIC       | Fredrikke Qvam          | Boeing 737-8JP Winglet |
| LN-NIE       | Asta Nielsen            | Boeing 737-8JP Winglet |
| LN-NIF       | Minna Canth             | Boeing 737-8JP Winglet |
| LN-NOB       | Edvard Grieg            | Boeing 737-8FZ Winglet |
| LN-NOC       | Ole Bull                | Boeing 737-81Q Winglet |
| LN-NOD       | Sonja Henie             | Boeing 737-8Q8 Winglet |
| LN-NOE       | Henrik Wergeland        | Boeing 737-8Q8 Winglet |
| LN-NOF       | Edvard Munch            | Boeing 737-8Q8 Winglet |
| LN-NOG       | Henrik Ibsen            | Boeing 737-86N Winglet |
| LN-NOH       | Selma Lagerlöf          | Boeing 737-86N Winglet |
| LN-NOI       | Sam Eyde                | Boeing 737-86N Winglet |
| LN-NOJ       | Tycho Brahe             | Boeing 737-86N Winglet |
| LN-NOL       | 6000th 737              | Boeing 737-8Q8 Winglet |
| LN-NOM       | Greta Garbo             | Boeing 737-86N Winglet |
| LN-NON       | Anders Celsius          | Boeing 737-86N Winglet |
| LN-NOO       | Gustav Vigeland         | Boeing 737-86Q Winglet |
| LN-NOP       | Camilla Collett         | Boeing 737-86N Winglet |
| LN-NOQ       | Kristian Birkeland      | Boeing 737-86N Winglet |
| LN-NOR       | Povel Ramel             | Boeing 737-81D Winglet |
| LN-NOT       | Piet Hein               | Boeing 737-8JP Winglet |
| LN-NOU       | Carl von Linné          | Boeing 737-8FZ Winglet |
| LN-NOV       | Evert Taube             | Boeing 737-8FZ Winglet |
| LN-NOW       | Oda Krohg               | Boeing 737-8JP Winglet |
| LN-NOX       | Christian Krohg         | Boeing 737-8JP Winglet |
| LN-NOY       | Knud Rasmussen          | Boeing 737-8JP Winglet |
| LN-NOZ       | Gidsken Jakobsen        | Boeing 737-8JP Winglet |